# Trescault Communal Cemetery
Trescault Communal Cemetery is een begraafplaats gelegen in de Franse plaats Trescault (Pas-de-Calais). De militaire graven worden onderhouden door de Commonwealth War Graves Commission.
De begraafplaats telt 7 geïdentificeerde Gemenebest graven uit de Eerste Wereldoorlog.